# Утемка (приток Чепцы)
Уте́мка (удм. Утэм) — река в России, правый приток Чепцы. Протекает по территории Глазовского района Удмуртии.
Название получила по соседней деревне Нижняя Богатырка (удм. Утэм). На трёхвёрстной карте Глазовского уезда 1924 года река обозначена как Утемшур, удм.  «речка Утэм».

Берёт исток на окраине бывшей деревни Сороково, течёт на юг с небольшими отклонениями на юго-запад. Берега на значительном протяжении залесены. В речку впадает несколько ручьёв.
На реке расположена деревня Ягул. В низовьях устроено два автомобильных моста. Впадает в Чепцу напротив Чепецкого механического завода, на восточной границе с/о «Авторемонтник».

## Данные водного реестра
По данным государственного водного реестра России относится к Камскому бассейновому округу, водохозяйственный участок реки — Чепца от истока до устья, речной подбассейн реки Вятка. Речной бассейн реки — Кама.